# Internationalisering och lokalisering
Internationalisering och lokalisering inkluderar processen att förbereda programvara och webbplatser för en internationell marknad och anpassa den till lokala förhållanden i ett land eller språk. Processen innehåller anpassningstexter, sorteringssekvenser, datumformat och så vidare. Internationalisering är till exempel att förbereda programvaran för att använda texter på lokala språk, medan lokalisering är att skriva in relevanta texter på lokalspråket.
Internationalisering kallas som branschslang ofta I18N eller i18n, som är en förkortning för det engelska ordet för internationalisering (Internationalization). Förkortningen innehåller siffran "18", vilket är antalet bokstäver borttagna efter "I" och före "N".
Lokalisering benämns på liknande sätt som L10N (efter Localization).
Internationalisering och lokalisering kan innehålla till exempel följande aspekter:
- Översättning
- Teckenuppsättning (Unicode bör lösa detta problem)
- Typsnitt som behöver innehålla nödvändiga tecken
- Grammatik om ord skapas automatiskt av programvaran, till exempel pluraländelser.
- Textning för videofiler
- Plats för texter som är längre än i originalspråket
- Texter och andra lokala data i bilder
- Språk som skrivs från höger till vänster
- Format för datum, tid, decimaltecken, valuta, telefonnummer, namn, titlar med mera.
- Kulturella aspekter såsom talesätt, associationer, tabu, religion, vidskeplighet med mera.